# Щучкино (Кировская область)
Щучкино — опустевшая деревня в Нагорском районе Кировской области в составе Кобринского сельского поселения.

## География
Находится на расстоянии примерно 2 километра на северо-восток центра поселения поселка Кобра.

## История
Известна с 1747 года, когда в ней было учтено 4 души мужского пола. В 1764 году отмечено 18 жителей. В 1905 году учтено дворов 15 и жителей 75, в 1926 19 и 101 соответственно. В 1950 году было 25 дворов и 72 жителя. В 1989 году был учтено 24 жителя.

## Население
Постоянное население  составляло 7 человек (русские 100%) в 2002 году, 0 в 2010.